# Chrysopa comitissa
Chrysopa comitissa is een insect uit de familie van de gaasvliegen (Chrysopidae), die tot de orde netvleugeligen (Neuroptera) behoort. 
Chrysopa comitissa is voor het eerst wetenschappelijk beschreven door Navás in 1914.